# Catechiste del Sacro Cuore di Gesù
Le Catechiste del Sacro Cuore di Gesù (in portoghese Catequistas do Sagrado Coração de Jesus), appartenenti al rito greco-cattolico ucraino, sono un istituto secolare femminile di diritto pontificio.

## Storia
L'istituto fu fondato nel 1940 a Prudentópolis, nello stato brasiliano del Paraná, dal monaco basiliano ucraino Cristoforo Gabrile Myskiw, e fu canonicamente eretto nel 1950.
Divenne di diritto pontificio il 12 giugno 1971.

## Attività e diffusione
I membri dell'istituto si dedicano alla catechesi, soprattutto tra gli emigrati ucraini.
Oltre che in Brasile, sono presenti in Argentina, in Paraguay e negli Stati Uniti d'America; la sede principale è a Prudentópolis, nel Paraná.
Nel 1972 l'istituto contava un centinaio di membri.